# Areszt Śledczy w Gdańsku

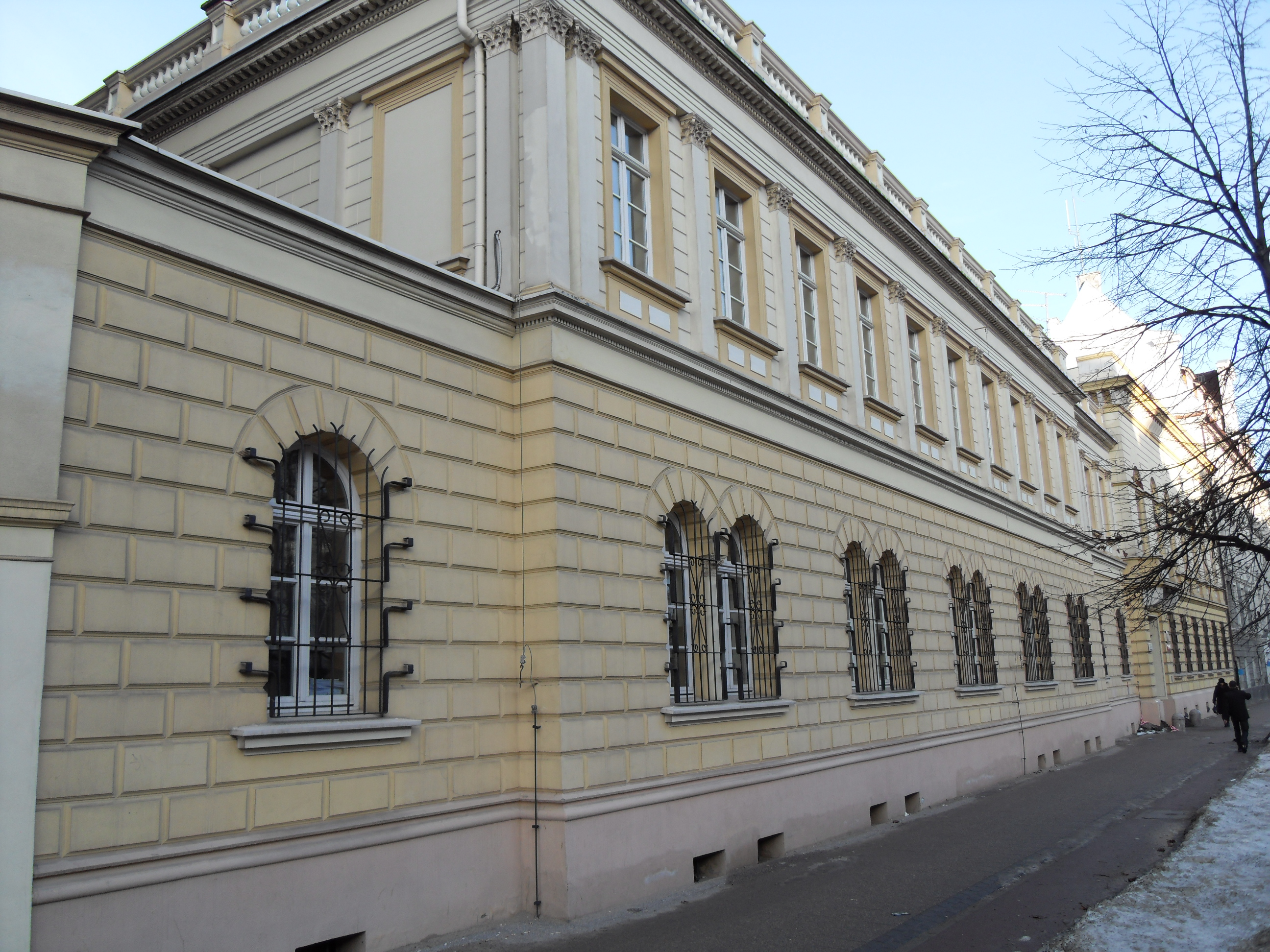
Gmach dawnego Sądu Kryminalnego w Gdańsku, obecnie Sąd Apelacyjny

Areszt Śledczy w Gdańsku, tzw. „Kurkowa” – zakład penitencjarny w Gdańsku przy ul. Kurkowej 12, przeznaczony dla mężczyzn i kobiet tymczasowo aresztowanych, pozostających w dyspozycji przede wszystkim organów śledczych Gdańska, Gdyni i Sopotu.
Dyrektor AŚ Gdańsk – ppłk SW Marek Rogoziński
- z-ca dyrektora – por. Dariusz Sobiech
- z-ca dyrektora – mjr Piotr Trzciński
- z-ca dyrektora – ppor. Fabian Mattik
- z-ca dyrektora – kpt. Maria Skwierawska
- z-ca dyrektora – por. Dawid Chomicz[8]

W jednostce pełni służbę 390 funkcjonariuszy, ponadto zatrudnionych jest 41 pracowników cywilnych.
AŚ Gdańsk przeznaczony jest dla 1072 osób pozbawionych wolności. Osadzeni w areszcie to głównie tymczasowo aresztowani, pozostający do dyspozycji organów:
- Sądu Apelacyjnego w Gdańsku
- Sądu Okręgowego w Gdańsku
- Sądu Rejonowego Gdańsk – Północ w Gdańsku
- Sądu Rejonowego Gdańsk – Południe w Gdańsku
- Sądu Rejonowego w Sopocie
- Prokuratury Apelacyjnej w Gdańsku
- Prokuratury Rejonowej Gdańsk – Śródmieście w Gdańsku
- Prokuratury Rejonowej Gdańsk – Wrzeszcz w Gdańsku
- Prokuratury Rejonowej Gdańsk – Oliwa w Gdańsku
- Prokuratury Rejonowej w Sopocie

Prócz tymczasowo aresztowanych w areszcie przebywają także nieliczni (do 200 osób) skazani, ze względu na toczące się z ich udziałem czynności procesowe w kolejnych sprawach, skazani zatrudnieni na terenie aresztu oraz skazani przebywający na leczeniu w oddziale szpitalnym aresztu.
We wrześniu 2007 nastąpiła zmiana przeznaczenia jednostki i areszt jest przeznaczony także dla kobiet.
Areszt przeznaczony jest dla wszystkich kategorii tymczasowo aresztowanych i skazanych mężczyzn oraz kobiet. Posiada specjalny oddział dla szczególnie niebezpiecznych przestępców.
Oddział szpitalny aresztu oraz ambulatorium zapewniają osadzonym całodobową opiekę medyczną na bardzo wysokim poziomie.

## Historia aresztu
Pierwsze więzienie w tym miejscu powstało w pocz. XIX w. i liczyło 12 cel. W latach 1854 – 1855 sporządzony został projekt zabudowań Sądu Kryminalnego w Gdańsku (niem. Criminal Gericht zu Danzig), z uwzględnieniem osobnych budynków dla sądu, aresztu i zakładu karnego. Budynek sądu, w stylu klasycystycznym, obecnie zajmowany jest przez Sąd Apelacyjny. Dwa pozostałe budynki ówczesnego kompleksu znajdują się na terenie obecnego aresztu i po przebudowach funkcjonują jako tzw. Pawilon K (PK) i Pawilon P (PP). W 1904 został oddany do użytku nowy kompleks zabudowań aresztu, zbudowany na planie kwadratu, z przestrzenią przeznaczoną na spacery osadzonych pośrodku, funkcjonujący obecnie pod nazwą Pawilonu Centralnego (PC).
W lipcu 1917 w areszcie przebywali kilka tygodni Józef Piłsudski i Kazimierz Sosnkowski. Była cela Marszałka jest obecnie przekształcona w izbę pamięci.
W czasie II wojny światowej więziono tu wielu działaczy kaszubskich, członków ruchu oporu, antyfaszystów. W areszcie wykonywano wyroki śmierci, m.in. przez ścięcie gilotyną.
Po II wojnie światowej, więzienie, które nie doznało większych zniszczeń poszerzono, włączając do obiektu większą część ul. Kurkowej.
W pierwszych latach powojennych w areszcie więziono wielu działaczy niepodległościowego podziemia, duchownych, m.in. biskupa Karola Marię Spletta, a także Niemców i Volksdeutschów, w tym także gauleitera Alberta Forstera i członków załogi obozu koncentracyjnego Stutthof.
Na terenie aresztu wykonywano również wyroki śmierci, m.in. rozstrzelano sanitariuszkę AK Danutę Siedzikównę – „Inkę”. Jak wskazują ostatnie badania archeologiczne, zainicjowane przez z-cę dyr. mjr Waldemara Kowalskiego, funkcjonariusze UB dokonywali również masowych mordów. Niektóre z katowni UB i cel śmierci zostały już odkryte, niektóre są dopiero lokalizowane.
Ostatni wyrok śmierci, przez powieszenie, wykonano w gdańskim areszcie 25 maja 1987 na seryjnym mordercy Pawle Tuchlinie, osławionym „Skorpionie”.

## Literatura
- „Przegląd Więziennictwa Polskiego” nr 46, Warszawa – Gdańsk, 2005